# Guillermo de Peñacorada
Guillermo de Peñacorada, C.S.R.A. († Cistierna, 1175), fue un ermitaño y filósofo católico leonés del siglo XII. Llegó a fundar una abadía, de la que fue su primer director. Es venerado como santo por la Iglesia católica, el 28 de mayo.

## Hagiografía
En su honor, existe un monasterio que lleva su nombre, ubicado en la localidad leonesa de Cistierna. Sus restos descansan en La Mata de Monteagudo.